# Les Scrupules de Maigret
Les Scrupules de Maigret est un roman policier de Georges Simenon publié en 1958 aux Presses de la Cité. Il fait partie de la série des Maigret. 
L'écriture de ce roman s'est déroulée du 9 au 15 décembre 1957. Il est daté de Noland, pays imaginaire ; en réalité écrit dans le château d'Échandens (canton de Vaud), Suisse.

## Résumé
Maigret reçoit successivement la visite de Xavier Marton, un personnage falot et timoré − passionné de trains électriques dont il en a fait son travail car il est premier vendeur du rayon jouets aux Grands Magasins du Louvre − qui accuse sa femme de vouloir l'empoisonner, et celle de Gisèle Marton qui a suivi son mari jusqu'au quai des Orfèvres. Cette dernière est une créature froide et lucide. Son époux ne serait d'après elle qu'un neurasthénique souffrant d'un grave problème psychologique.
Une brève enquête apprend à Maigret que Xavier Marton est amoureux de sa belle-sœur, la douce et affectueuse Jenny, revenue des États-Unis après la mort de son mari, tandis que sa femme le trompe avec Maurice Schwob, avec qui elle est associée. 
Au cours d'une nouvelle entrevue au quai des Orfèvres, Xavier Marton décrit sa femme comme une ambitieuse qui le tient pour un « pis-aller » et méprise le métier qu'il exerce. Il annonce son intention de la tuer si jamais il ressent les symptômes d'une intoxication. Il meurt la nuit suivante, empoisonné, sans avoir pu mettre ses menaces à exécution. Malgré ses présomptions, Maigret est rapidement convaincu de l'innocence de Gisèle Marton ; il apprend aussi que celle-ci, méfiante, a procédé dans la soirée à un échange de tasses, ce qui, pourtant, ne l'a pas empêché d'être elle-même légèrement intoxiquée. 
Elle parle des liens de son mari avec sa sœur et mentionne son impuissance sexuelle. Peu après, Jenny avouera : constatant que son beau-frère, avec qui elle voulait refaire sa vie, était trop timoré pour se débarrasser de sa femme, a mis elle-même une forte dose de poison dans la tisane de sa sœur, et Maigret devinera que ce dernier avait, de son côté, mis une légère dose de poison dans sa propre tisane de façon à avoir un prétexte pour tuer sa femme en une sorte de légitime vengeance. Le plan des deux amoureux a échoué car l'épouse avait vu Xavier Marton ajouter quelque chose dans sa propre tasse et avait procédé à l'échange en cachette. Quant à la première démarche de Marton auprès de Maigret, c'était déjà pour se préparer une légitime défense après le meurtre envisagé de sa femme.

## Aspects particuliers du roman
La principale caractéristique de cette enquête consiste dans le fait que le crime n’a lieu qu’à la fin du chapitre VI (le roman en comporte huit). Il ne s’agit donc pas de comprendre un meurtre déjà commis, mais bien de prévoir les comportements de personnages arrivés à un niveau de crise ou de tension tel que leur cas pourrait relever davantage de la psychiatrie que de l’investigation policière. C’est la raison pour laquelle Maigret se renseigne sur les névroses, psychoses et autres psychonévroses en parcourant des traités de psychologie et de psychanalyse qui ne lui apprendront d’ailleurs que peu de choses, sinon que chacun est un peu anormal à sa façon. Le médecin psychiatre qu'avait consulté Xavier Marton lui oppose le secret professionnel et Maigret emprunte des ouvrages à la bibliothèque d'un de ses supérieurs pour mieux s'informer sans arriver à la moindre certitude.

## Fiche signalétique de l'ouvrage

### Cadre spatio-temporel

#### Espace
Paris : Avenue de Châtillon, rue de Rivoli, rue Saint-Honoré, église Saint-Pierre-de-Montrouge. 

#### Temps
Époque contemporaine ; l’enquête se déroule du 10 au 12 janvier.

### Les personnages

#### Personnage principal
Xavier Marton, la victime. Premier vendeur au rayon des jouets des Grands Magasins du Louvre. Marié, pas d’enfants. La quarantaine.

#### Autres personnages
- Gisèle Marton, épouse de Xavier,  associée et maîtresse de Maurice Schwob, 43 ans.
- Jenny, sœur de Gisèle, veuve, la trentaine, séduisante.
- Maurice Schwob, commerçant en lingerie fine, marié, amant de Gisèle, 49 ans
- Docteur Steiner, le psychiatre chez qui s'est rendu Xavier Marton et qui, au téléphone, ne répond pas aux questions de Maigret ni à celles de son confrère Pardon.
- Docteur Pardon, Maigret demande à son ami des informations sur les troubles psychiques et sur un type de poison, le phosphure de zinc qui est un rodenticide.

## Éditions
- Prépublication en feuilleton dans le quotidien Le Figaro, n° 4264-4285, du 23 mai au 17 juin 1958
- Édition originale : Presses de la Cité, 1958
- Livre de Poche, n° 14230, 2000  (ISBN 978-2-253-14230-0)
- Tout Simenon, tome 9, Omnibus, 2002  (ISBN 978-2-258-06050-0)
- Tout Maigret, tome 7, Omnibus,  2019  (ISBN 978-2-258-15048-5)

## Adaptations
- 1960 : Unscheduled Departure, téléfilm anglais avec Rupert Davies
- 1970 : Obavy Komisare Maigreta, téléfilm tchèque, avec Rudolf Hrušinský (Commissaire Maigret)
- 1976 : Les Scrupules de Maigret, téléfilm français réalisé par Jean-Louis Muller, avec Jean Richard
- 1978 : Keishi to kayō no asa no hōmonsha, téléfilm japonais réalisé par Fukumoto Yoshito, avec Kinya Aikawa (Commissaire Maigret)
- 2004 : Les Scrupules de Maigret, téléfilm français réalisé par Pierre Joassin, avec Bruno Cremer (Maigret)

## Source
- Maurice Piron, Michel Lemoine, L'Univers de Simenon, guide des romans et nouvelles (1931-1972) de Georges Simenon, Presses de la Cité, 1983, p. 358-359  (ISBN 978-2-258-01152-6)